# Chân kanguru xanh đỏ
Chân kanguru xanh đỏ, tên khoa học Anigozanthos manglesii, là một loài thực vật có hoa trong họ Huyết bì thảo. Loài này được D.Don mô tả khoa học đầu tiên năm 1834.

## Hình ảnh

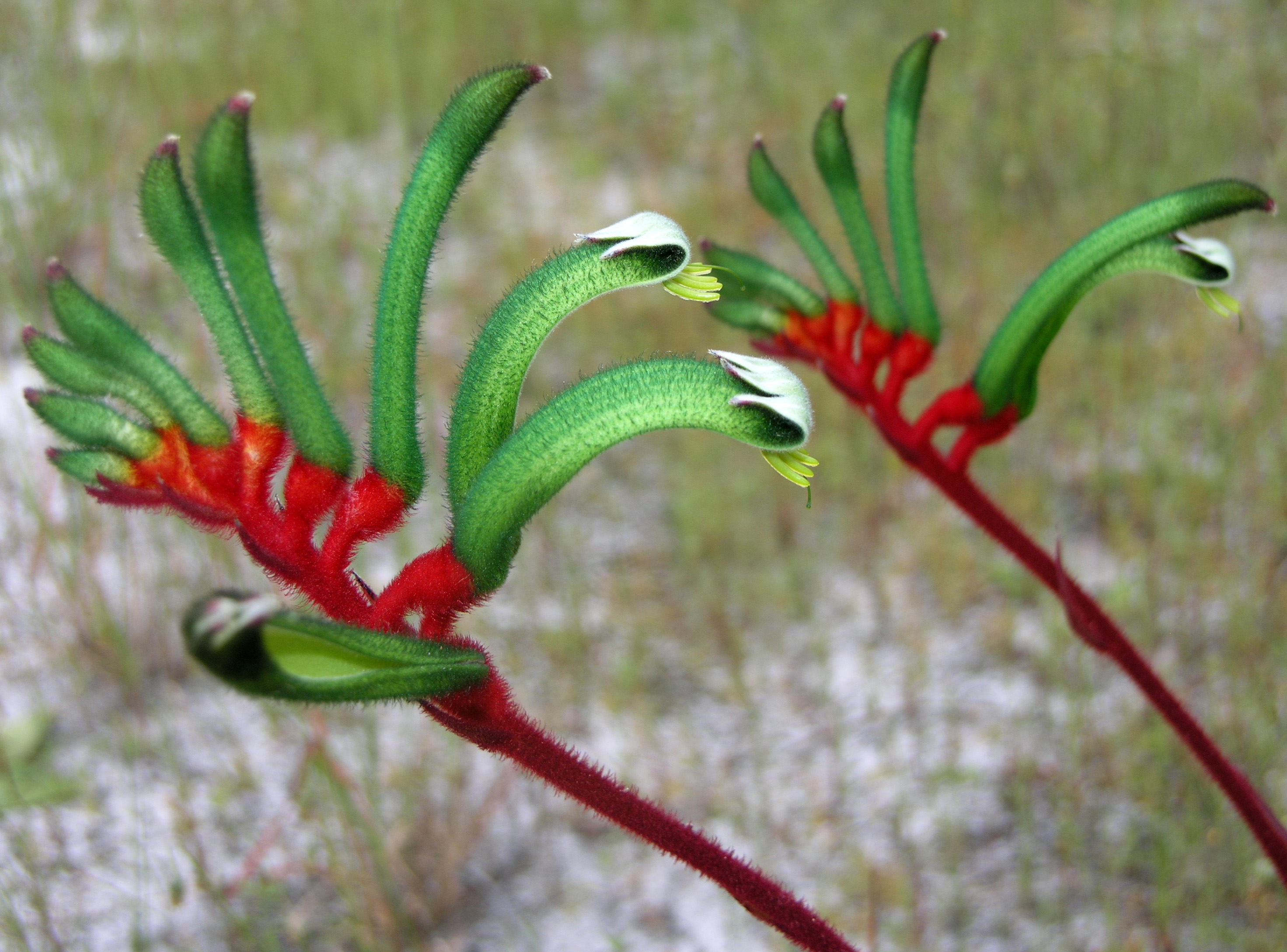
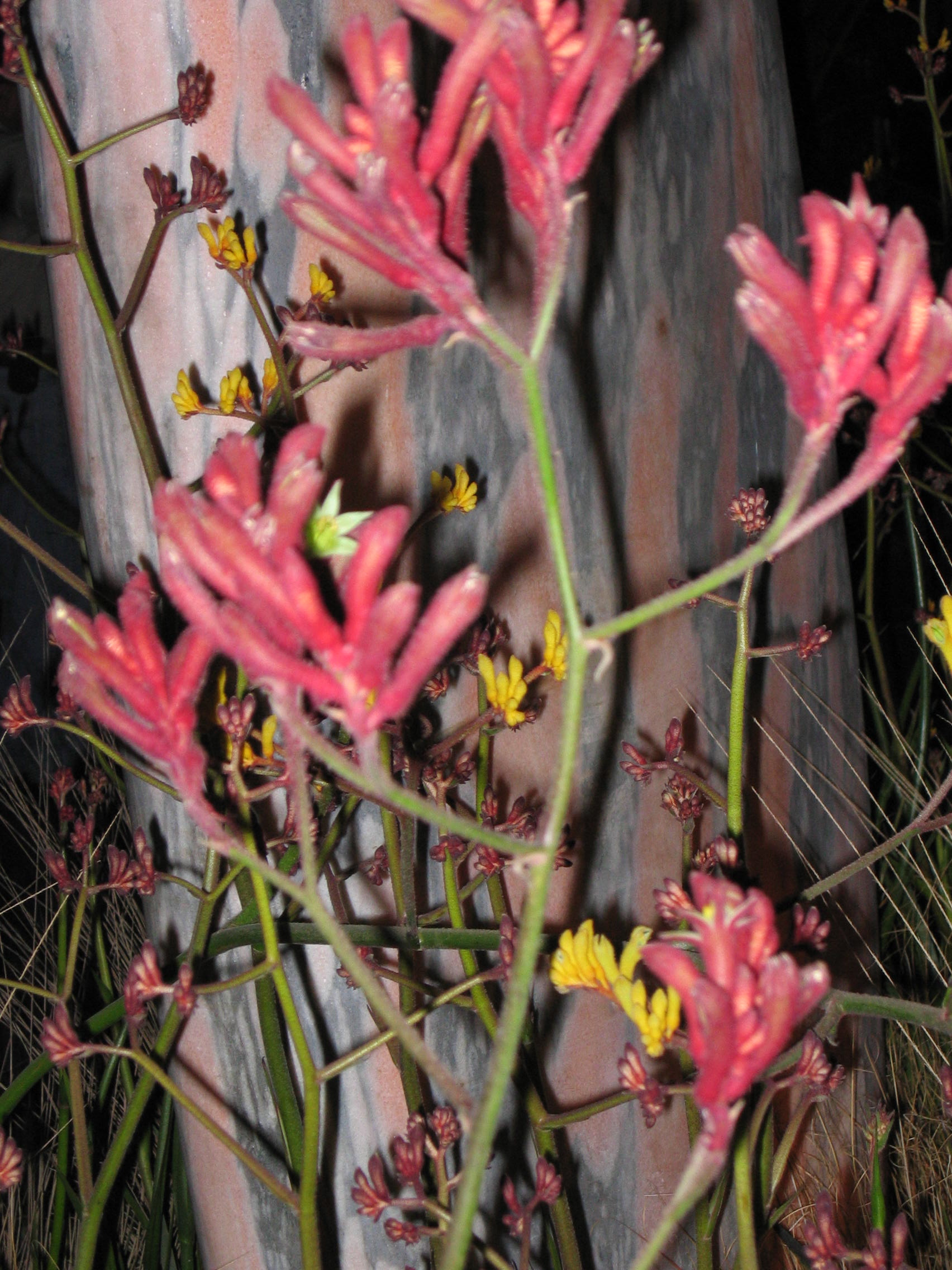
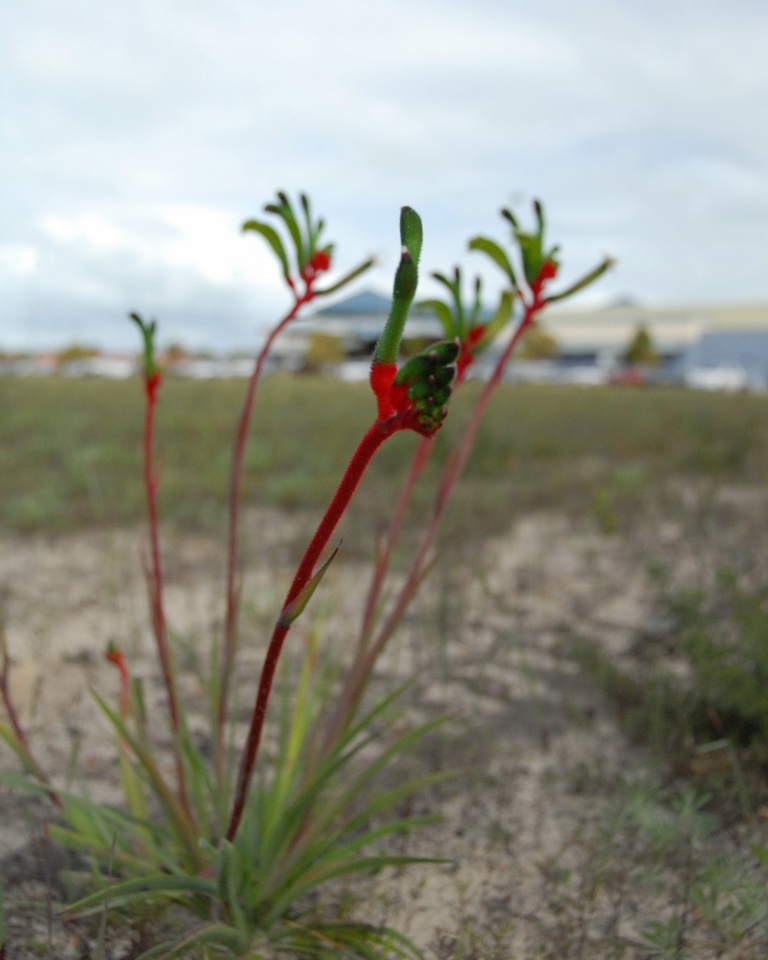